# Mimosa intricata
Mimosa intricata är en ärtväxtart som beskrevs av George Bentham. Mimosa intricata ingår i släktet mimosor, och familjen ärtväxter. Inga underarter finns listade i Catalogue of Life.